# Coelogyne cumingii
Coelogyne cumingii é uma espécie de orquídea epífita, família Orchidaceae, originária de Borneu, Sumatra, Malásia, Laos e Tailândia.